# Джъстин Скот
Джъстин Скот (на английски: Justin Scott) е американски писател на бестселъри в жанра трилър, криминален роман и приключенски роман. Писал и под псевдонима Пол Гарисън (Paul Garrison), Александър Коул (Alexander Cole) и Дж. С. Блейзър (J.S.Blazer).

## Биография и творчество
Джъстин Скот е роден на 20 юли 1944 г. в Манхатън, Ню Йорк, САЩ, в семейството на писателите Александър Лесли Скот, автор на уестърни, и Лили Скот, авторка на любовни романи. Има сестра Алисън Скелтън, също писателка. Израства в Лонг Айлънд.
Получава бакалавърска и магистърска степен по американска история.
След дипломирането си работи на временни места като лодкар, шофьор на камион, строител на плажни къщи, и като редактор на списание за електроинженери.
През 1973 г. е издаден първият му роман „Many Happy Returns“, определен за най-добър дебют на криминален роман за годината. За следващия си криминален роман „Deal me out“ използва псевдонима Дж. С. Блейзър.
През 1978 г. е издаден романът му „The Shipkiller“, който става бестселър и е предпочетен за екранизация. С хонорара от книгата си купува къща в Нютаун.
Автор е на няколко романа свързани с морето и океана под псевдонима Пол Гарисън.
През 2009 г. е издаден първият му трилър „Саботьорът“ от поредицата „„Приключенията на Айзък Бел“ в съавторство с писателя Клайв Къслър.
През 2012 г. поема поредицата „Пол Янсон“ на писателя Робърт Лъдлъм, която остава незавършена след смъртта му.
През 2000 г. се жени за авторката на документални филми Амбър Едуардс.
Джъстин Скот живее със семейството си в Нютаун, Кънектикът.

## Произведения

### Като Джъстин Скот

#### Самостоятелни романи
- Many Happy Returns (1973)
- Treasure for Treasure (1974)
- The Shipkiller (1978)
- The Turning (1978)
- Normandie Triangle (1981) – издаден и като „The Man Who Loved the Normandie“
- A Pride of Royals (1983)
- Spy – Scott (1984)
- The Auction (1985) – издаден през 1983 г. като „The Pendragon Auction“ под псевдонима Александър Коул
- Rampage (1986)
Ярост, изд.: ИК „Торнадо“, Габрово (1998), прев. Николай Долчинков
- The Cossack's Bride (1988) – издаден и като „The Widow of Desire“
- The Hong Kong Edge (1990) – издаден и като „The Nine Dragons“
- Empty Eye of the Sea (1993)
- Treasure Island (1994)

#### Серия „Бен Абът“ (Ben Abbott)
1. Hardscape (1994)
2. Stonedust (1995)
3. Frostline (1997)
4. McMansion (2006)
5. Mausoleum (2007)

#### Серия „Приключенията на Айзък Бел“ (Isaac Bell) – сКлайв Къслър
2. The Wrecker (2009)
Саботьорът, изд. „PRO book“, София (2012), прев. Валерий Русинов
3. The Spy (2010)
Шпионинът, изд. „PRO book“, София (2012), прев. Валерий Русинов
4. The Race (2011)
Състезанието, изд. „PRO book“, София (2012), прев. Емануил Томов
5. The Thief (2012)
Крадецът, изд. „PRO book“, София (2012), прев. Боряна Борисова
6. The Striker (2013)
Стачникът, изд. „PRO book“, София (2014), прев. Емануил Томов
7. The Bootlegger (2014)
Контрабандистът, изд. „PRO book“, София (2016), прев. Стефан Георгиев
8. The Assassin (2015)
9. The Gangster (2016)

### Като Пол Гарисън

#### Самостоятелни романи
- Fire and Ice (1998)
- Red Sky at Morning (2000)
- Buried at Sea (2002)
- Sea Hunter (2003)
- The Ripple Effect (2004)

#### Серия „Пол Янсон“ (Paul Janson) – с Робърт Лъндъм
2. The Janson Command (2012)
3. The Janson Option (2014)

### Като Дж. С. Блейзър

#### Самостоятелни романи
- Deal me out (1973)
- Lend a Hand (1975)

### Екранизации
- ?? The Shipkiller (в процес на реализация)